# Lillian Lawrence
Lillian Lawrence (Alexandria, 17 de fevereiro de 1868 – Beverly Hills, 7 de maio de 1926) foi uma atriz norte-americana de teatro e cinema mudo. Sua filha, Ethel Grey Terry, também foi uma atriz.
Lawrence nasceu em Alexandria, Virgínia (ou possivelmente Alexander, Virgínia Ocidental), e faleceu em Beverly Hills, na Califórnia, com a idade de 58 anos.

## Filmografia parcial
- The Galley Slave (1915)
- Black Is White (1920)[3]
- East Is West (1922)
- White Shoulders (1922)
- Three Ages (1923)[4]
- Stella Maris (1925)